# هنري ميشيل (سياسي)
هنري ميشيل (بالإنجليزية: Robert H. Michel )‏ (و. 1923 – 2017 م) هو سياسي، من الولايات المتحدة الأمريكية، ولد في بيوريا، إلينوي، كان عضوًا في الحزب الجمهوري، توفي في مقاطعة أرلنغتون، فيرجينيا"Robert Michel, longest-serving minority leader in U.S. House, dies at 93 - The Washington Post". مؤرشف من الأصل في 2017-02-21.، عن عمر يناهز 94 عاماً، بسبب ذات الرئة.

## مناصب
تولى منصب عضو مجلس النواب الأمريكي.

## الخدمة العسكرية
خدم في القوات البرية للولايات المتحدة.

## جوائز
حصل على جوائز منها:
- ميدالية النجمة البرونزية
- ميدالية المواطنون الرئاسية [الإنجليزية]‏
- وسام القلب الأرجواني
- وسام الحرية الرئاسي.